# Episodi di Cardfight!! Vanguard: Link Joker
Cardfight!! Vanguard: Link Joker (カードファイト!! ヴァンガード リンクジョーカー編?, Kādofaito!! Vangādo Rinku Jōkā-hen) è stato trasmesso originalmente in Giappone dal 13 gennaio 2013 al 2 marzo 2014 su TV Tokyo per un totale di 59 episodi. Le sigle d'apertura sono Vanguard Fight dei Psychic Lover (ep. 105-128), Mugen∞REBIRTH (無限∞REBIRTH?, Mugen∞RIBĀSU) di Daigo (ep. 129-148) e Break your spell sempre dei Psychic Lover (ep. 149-163). Le sigle di chiusura sono Endless☆Fighter delle Ultra Rare (Suzuko Mimori, Yoshino Nanjō e Aimi Terakawa) (ep. 105-119), Yume Yume Express delle Milky Holmes (Suzuko Mimori, Izumi Kitta, Sora Tokui e Mikoi Sasaki) (ep. 120-138), Ride on fight! di Izumi Kitta e Suzuko Mimori (ep. 139-150) e Fly away -To the Great Sky- (Fly away -大空へ-?, Fly away -Ōzora e-) di Suara (ep. 151-163).

Il logo della serie

La terza stagione inizia con l'iscrizione di Aichi alla scuola superiore Miyaji Academy, dove cercherà di fondare un Cardfight Club, nonostante il disinteresse del corpo studentesco e le ostruzioni da parte del consiglio degli studenti. Successivamente, comparirà un nuovo nemico nei panni di Link Joker, il quale minaccia di conquistare il mondo.

## Lista episodi
| Nº       | Titolo italiano (traduzione letterale) Giapponese 「Kanji」 - Rōmaji                                                                         | In onda           | In onda |
| Nº       | Titolo italiano (traduzione letterale) Giapponese 「Kanji」 - Rōmaji                                                                         | Giapponese        |         |
| Ride 105 | Alzati, è la scuola superiore! 「スタンド・アップ・ザ・ハイスクール!」 - Sutandoappu za haisukūru!                                           | 13 gennaio 2013   |         |
| Ride 106 | Prendendo una pausa 「お前にブレイク」 - Omae ni Bureiku                                                                                     | 20 gennaio 2013   |         |
| Ride 107 | Idol mirata 「狙われたアイドル」 - Nerawareta Aidoru                                                                                         | 27 gennaio 2013   |         |
| Ride 108 | La squadra di calcio Assassin 「アメフト部の刺客」 - Amefutobu no shikaku                                                                    | 3 febbraio 2013   |         |
| Ride 109 | La nascita del Cardfight Club 「誕生!?カードファイト部」 - Tanjō!? Kādofaito-bu                                                              | 10 febbraio 2013  |         |
| Ride 110 | Primo match! L'accademia Miyaji contro la scuola superiore Hitsue 「初試合！宮地学園VS後江高校」 - Hatsu shiai! Miyaji gakuen VS Hitsue kōkō | 17 febbraio 2013  |         |
| Ride 111 | Rinforzi dalla scuola superiore Junior! 「助っとは中学生!」 - Suketto wa chūgakusei!                                                         | 24 febbraio 2013  |         |
| Ride 112 | L'ombra di Kai 「櫂の影」 - Kai no kage | 3 marzo 2013      |         |
| Ride 113 | Chi è il vice capitano!? 「副部長はだれだ!?」 - Fukubuchō wa dare da!?                                                                       | 10 marzo 2013     |         |
| Ride 114 | Accademia Miyaji, divisione scuola media 「宮地学園中等部」 - Miyaji gakuen chūtōbu                                                          | 17 marzo 2013     |         |
| Ride 115 | Lotta tra idol 「アイドルファイト」 - Aidoru Faito                                                                                           | 24 marzo 2013     |         |
| Ride 116 | Riunione con il vento 「風との再会」 - Kaze to no saikai                                                                                     | 31 marzo 2013     |         |
| Ride 117 | La potente scuola Fukuhara 「強豪 福原高校」 - Kyōgō Fukuhara kōkō                                                                           | 7 aprile 2013     |         |
| Ride 118 | Dramma al festival scolastico 「ドキドキの文化祭」 - Dokidoki no bunkasai                                                                    | 14 aprile 2013    |         |
| Ride 119 | Il leggendario festival scolastico 「伝説の文化祭」 - Densetsu no bunkasai                                                                   | 21 aprile 2013    |         |
| Ride 120 | Lo spirito di combattimento nascosto 「秘めたる闘志」 - Himetaru tōshi                                                                       | 28 aprile 2013    |         |
| Ride 121 | La forza di volontà di un uomo 「男の意地」 - Otoko no iji                                                                                   | 5 maggio 2013     |         |
| Ride 122 | Naoki, lo sfidante 「挑戦者 ナオキ」 - Charenjā Naoki                                                                                        | 12 maggio 2013    |         |
| Ride 123 | Sentimenti sulla vittoria 「勝利への想い」 - Shōri e no omoi                                                                                 | 19 maggio 2013    |         |
| Ride 124 | La resa dei conti al vertice 「二人の頂上決戦」 - Futari no chōjō kessen                                                                     | 26 maggio 2013    |         |
| Ride 125 | Un giorno ventoso 「風の強い日」 - Kaze no tsuyoi hi                                                                                         | 2 giugno 2013     |         |
| Ride 126 | Drago Mistero 「謎のドラゴン」 - Nazo no Doragon                                                                                             | 9 giugno 2013     |         |
| Ride 127 | Di fronte alla "serratura" 「呪縛」 - Rokku                                                                                                  | 16 giugno 2013    |         |
| Ride 128 | Dentro a Reverse 「"Я" -リバース-」 - Ribāsu                                                                                                 | 23 giugno 2013    |         |
| Ride 129 | Il potere degli Anelli Neri 「黒輪の力」 - Kokurin no chikara                                                                                | 30 giugno 2013    |         |
| Ride 130 | Nuvole scure sulla scuola Fukuhara 「暗雲 福原高校」 - Anun Fukuhara kōkō                                                                    | 7 luglio 2013     |         |
| Ride 131 | Eterna marionetta 「永遠の操り人形」 - Towa no Marionetto                                                                                    | 14 luglio 2013    |         |
| Ride 132 | L'ultima danza 「ラスト・ダンス」 - Rasuto Dansu                                                                                             | 21 luglio 2013    |         |
| Ride 133 | Il generale traditore 「裏切りの将軍」 - Uragiri no jeneraru                                                                                 | 28 luglio 2013    |         |
| Ride 134 | Kingmaker al chiaro di Luna 「月下のキングメーカー」 - Gekka no Kingumēkā                                                                    | 4 agosto 2013     |         |
| Ride 135 | La caduta di Daiyusha 「ダイユーシャ堕つ」 - Daiyūsha otsu                                                                                   | 11 agosto 2013    |         |
| Ride 136 | Il ciondolo di Yuri 「ユリの勲章」 - Yuri no kunshō                                                                                          | 18 agosto 2013    |         |
| Ride 137 | Combinazione dimensione scura! "Яeverse" Daiyusha 「暗黒次元合体! "Я" ダイユーシャ」 - Ankoku jigen gattai! Ribāsu Daiyūsha                  | 25 agosto 2013    |         |
| Ride 138 | La profondità del nostro legame 「絆の舟」 - Kizuna no fune                                                                                  | 1º settembre 2013 |         |
| Ride 139 | Gita scolastica in campeggio 「林間学校」 - Rinkan gakkō                                                                                     | 8 settembre 2013  |         |
| Ride 140 | Sotto il cielo stellato... 「星空の下で...」 - Hoshizora no shita de...                                                                      | 15 settembre 2013 |         |
| Ride 141 | Bandiera pirata su Miyaji 「宮地にはためく海賊旗」 - Miyaji ni hatameku kaizoku hata                                                         | 22 settembre 2013 |         |
| Ride 142 | Il pugno di Kamui 「カムイの拳」 - Kamui no kobushi                                                                                          | 29 settembre 2013 |         |
| Ride 143 | Il ritorno del Combattente Ninja 「ニンジャマスター復活」 - Ninja Masuta fukkatsu                                                            | 6 ottobre 2013    |         |
| Ride 144 | Angelo scatenato, Rekka 「暴走天使レッカ」 - Bōsō Enjeru Rekka                                                                               | 13 ottobre 2013   |         |
| Ride 145 | Amici 「トモダチ」 - Tomodachi | 20 ottobre 2013   |         |
| Ride 146 | Conto alla rovescia alla disperazione 「絶望へのカウントダウン」 - Zetsubō e no Kauntodaun                                                   | 27 ottobre 2013   |         |
| Ride 147 | Distruttore caotico 「混沌の破壊者」 - Konton no hakaisha                                                                                    | 3 novembre 2013   |         |
| Ride 148 | La determinazione di ognuno 「それぞれの決意」 - Sorezore no ketsui                                                                          | 10 novembre 2013  |         |
| Ride 149 | Ripeti!! L'accademia Miyaji 「奪還せよ!! 宮地学園」 - Dakkan seyo!! Miyaji gakuen                                                            | 17 novembre 2013  |         |
| Ride 150 | Totale annientamento!! 「すべてをブチ破れ!!」 - Subete wo buchi yabure!!                                                                     | 24 novembre 2013  |         |
| Ride 151 | Aichi e Kamui 「アイチとカムイ」 - Aichi to Kamui                                                                                            | 1º dicembre 2013  |         |
| Ride 152 | La vera forma di amicizia 「友情の形」 - Yūjō no katachi                                                                                     | 8 dicembre 2013   |         |
| Ride 153 | I due leader 「二人の先導者」 - Futari no sendō-sha                                                                                          | 15 dicembre 2013  |         |
| Ride 154 | Oltre il legame 「絆の先に」 - Kizuna no saki ni                                                                                             | 22 dicembre 2013  |         |
| Ride 155 | I due leoni 「二人のレオン」 - Futari no Reon                                                                                                | 29 dicembre 2013  |         |
| Ride 156 | Rompendo le catene 「鎖裁つ者」 - Kusari tatsumono                                                                                           | 12 gennaio 2014   |         |
| Ride 157 | Kourin 「コーリン」 - Kōrin | 19 gennaio 2014   |         |
| Ride 158 | Il desiderio di Ren 「レンの望み」 - Ren no nozomi                                                                                           | 26 gennaio 2014   |         |
| Ride 159 | Drago Rinascita 「再誕の龍」 - Saitan no Ryū                                                                                                 | 2 febbraio 2014   |         |
| Ride 160 | Anello Nero Perfetto 「完全なりし黒輪」 - Kanzen narishi Kokurin                                                                             | 9 febbraio 2014   |         |
| Ride 161 | La fine del mondo 「ワールドエンド」 - Wārudo Endo                                                                                           | 16 febbraio 2014  |         |
| Ride 162 | Il percorso intersecante 「交わる道」 - Majiwaru michi                                                                                       | 23 febbraio 2014  |         |
| Ride 163 | Il connesso 「繋ぐもの」 - Tsunagu mono | 2 marzo 2014      |         |

## Home video

### Giappone
Gli episodi di Cardfight!! Vanguard: Link Joker sono stati pubblicati per il mercato home video nipponico in edizione DVD dal 19 giugno 2013 al 20 agosto 2014.
| N° | Data              | Episodi | Fonte |
| -- | ----------------- | ------- | ----- |
| 1  | 19 giugno 2013    | 105-108 | [ 5 ] |
| 2  | 17 luglio 2013    | 109-112 | [ 5 ] |
| 3  | 21 agosto 2013    | 113-116 | [ 5 ] |
| 4  | 18 settembre 2013 | 117-120 | [ 5 ] |
| 5  | 16 ottobre 2013   | 121-124 | [ 5 ] |
| 6  | 20 novembre 2013  | 125-128 | [ 5 ] |
| 7  | 18 dicembre 2013  | 129-132 | [ 5 ] |
| 8  | 15 gennaio 2014   | 133-136 | [ 5 ] |
| 9  | 19 febbraio 2014  | 137-140 | [ 5 ] |
| 10 | 19 marzo 2014     | 141-144 | [ 5 ] |
| 11 | 16 aprile 2014    | 145-148 | [ 5 ] |
| 12 | 21 maggio 2014    | 149-152 | [ 5 ] |
| 13 | 18 giugno 2014    | 153-156 | [ 5 ] |
| 14 | 16 luglio 2014    | 157-160 | [ 5 ] |
| 15 | 20 agosto 2014    | 161-163 | [ 5 ] |